# Dozi
Dozi (geboren als Hendrik Opperman op 23 maart 1964) is een Zuid-Afrikaanse zanger die bekend is van zijn liedjes in het Afrikaans, Engels en Zoeloe. Zijn hits omvatten onder meer: Ou Ryperd (een heropname), Tussen Jou en My, Staan Net 'n Bietjie Stil en Maybe my Baby.
Dozi is geboren in Hluhluwe in Natal en begon op vroege leeftijd te zingen. In 1999 werd zijn eerste album, Mercy, uitgegeven. Dat album is in het Zoeloe opgenomen.  Zijn tweede album, Op Aanvraag (2001) is Afrikaanstalig.

## Discografie
Albums:
- Mercy, 1999 (debuutalbum)
- Op Aanvraag, 2001
- Storm op die Horison, 2001
- Siyaya... Ons gaan, 2003
- Rockin' the world, 2003
- Dozi Live in the Rendezvous (dvd), 2004
- Kruispad, 2004
- Grootste Treffers, 2006
- Kom ´n Bietjie Binne, 2006
- Wat Kom Nou?, 2007
- Creedence Clearwater Revival, 2008
- Voel So Reg, 2009
- It Takes Two (samen met Nianell), 2009
- Voel so reg, 2009
- Terug by die begin, 2011
- Rockin' The World 2 (CD), 2012